# Jannine van den Berg
Jannine A. van den Berg (Tiel, 1964) is een Nederlandse politiefunctionaris, ze was van 1 april 2016 tot 31 januari 2021 hoofdcommissaris van de Landelijke Politie Eenheid. Daarvoor was zij korpschef van de politieregio Kennemerland en gaf ze leiding aan de afdeling Opsporing en informatie bij de Politie Haaglanden.

## Carrière
Van den Berg studeerde in 1986 af aan de Politieacademie, in het begin van haar carrière was ze werkzaam bij de Gemeentepolitie in Utrecht. In de jaren dat zij als politieagent op straat werkte volgde ze verschillende opleidingen en trainingen, onder andere gericht op de aansturing van (grootschalig) politieoptreden en rampenbestrijding. Haar eerste bestuurlijke rol was directeur Opsporing en informatie bij de Politie Haaglanden. Ze vervolgde haar bestuurlijke loopbaan in 2010 als korpschef van de politieregio Kennemerland.

### Nationale Politie
In 2013 promoveerde Van den Berg tot lid van de korpsleiding van de Nationale Politie. De politie bevond zich toen in een grootschalige transitie van 25 regiokorpsen naar de 10 regionale eenheden, Van den Berg heeft bijgedragen aan de realisatie van die omslag.

### Hoofdcommisaris
In 2016 werd Van den Berg benoemd tot hoofdcommissaris van de Landelijke Eenheid van de Politie in Nederland. In 2018 trad ze toe tot het uitvoerend comité van Interpol. Zij ging Europa vertegenwoordigen binnen deze internationale organisatie die zich bezighoudt met het ondersteunen van politieorganisaties bij het voorkomen en bestrijden van criminaliteit. In 2021 stopte Van den Berg als hoofdcommissaris van de Landelijke Eenheid.